# Forth (řeka)
Forth (anglicky River Forth) je řeka ve středním Skotsku. Je dlouhá 47 km a vlévá se na východě země do Severního moře. Její povodí zahrnuje převážnou část skotského hrabství Stirlingshire (dnes správní oblast Stirling). Horní část řeky nad Stirlingem se ve skotské gaelštině nazývá Abhainn Dubh neboli Černá řeka. Dolní část, pod přílivovou zónou, se od místa, kde ji kříží dálnice M9, nazývá Uisge For.

## Průběh toku

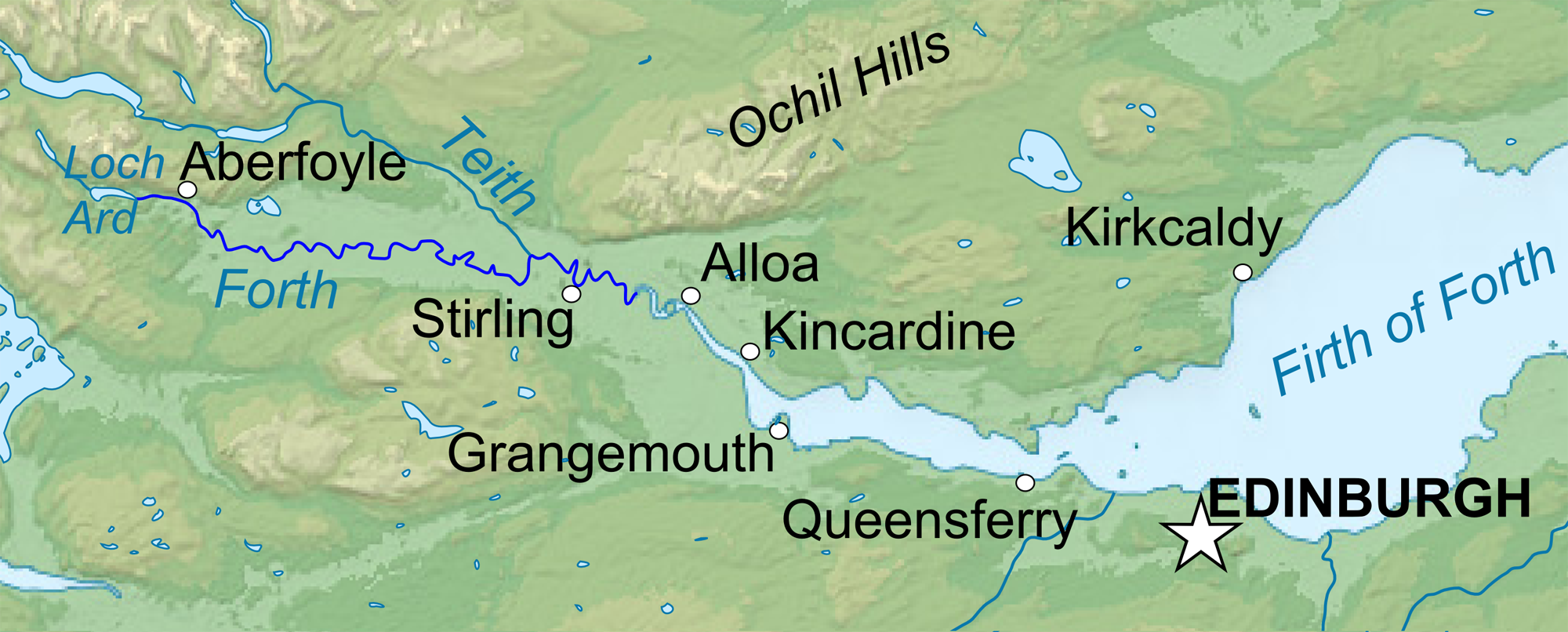
Tok řeky Forth

Forth pramení v hornaté oblasti Trossachs 30 km západně od města Stirlingu. Vodu z východních svahů hory Ben Lomond odvádí říčka Duchray (Duchray Water), která se spojuje s říčkou Avondhu (Avondhu River) přitékající od jezera Ard (Loch Ard). Soutokem těchto dvou toků vzniká řeka Forth, jež odtud  teče na východ k vesnici Aberfoyle, pod níž se asi po 5 km spojuje s říčkou Kelty (Kelty Water). Poté přitéká do Stirlingské náplavové roviny (Carse of Stirling) s rašeliništěm Flanders Moss.
Západně od dálnice M9 do ní vtéká řeka Teith (River Teith), která odvádí vodu z jezer Venachar (Loch Venachar), Lubnaig (Loch Lubnaig)], Katrine a Voil (Loch Voil). Dalším přítokem je říčka Allan (Allan Water). Odtud Forth meandruje až do starého stirlingského přístavu. Ve Stirlingu se rozšiřuje a stává se přílivovou řekou. Zde je také poslední (sezónní) brod této řeky. 
Od Stirlingu teče Forth dál na východ a od jihu přibírá říčku Bannock Burn, načež nejprve míjí městečko Fallin a poté dvě města ve správní oblasti Clackmannanshire, nejprve Cambus, u něhož se stéká s řekou Devon (River Devon), a vzápětí též město Alloa. Poté, co dosáhne městečka Airth, které leží na jejím jižním břehu, a Kincardine na severním břehu, se Forth začíná rozšiřovat a stává se z ní stejnojmenný záliv, Firth of Forth.

## Osídlení na řece
Na březích řeky Forth se nachází celá řada sídelních útvarů, jako například města Stirling, Cambus a Alloa, městečka Fallin ve správní oblasti Stirling, Airth ve správní oblasti Falkirk a Kincardine-on-Forth ve správní oblasti Fife a vesnice Aberfoyle, Gargunnock a Throsk ve správní oblasti Stirling a Dunmore ve správní oblasti Falkirk. Poté se její vody stávají brakickými a obvykle se již považují za součást Forthského zálivu (Firth of Forth).

## Mosty

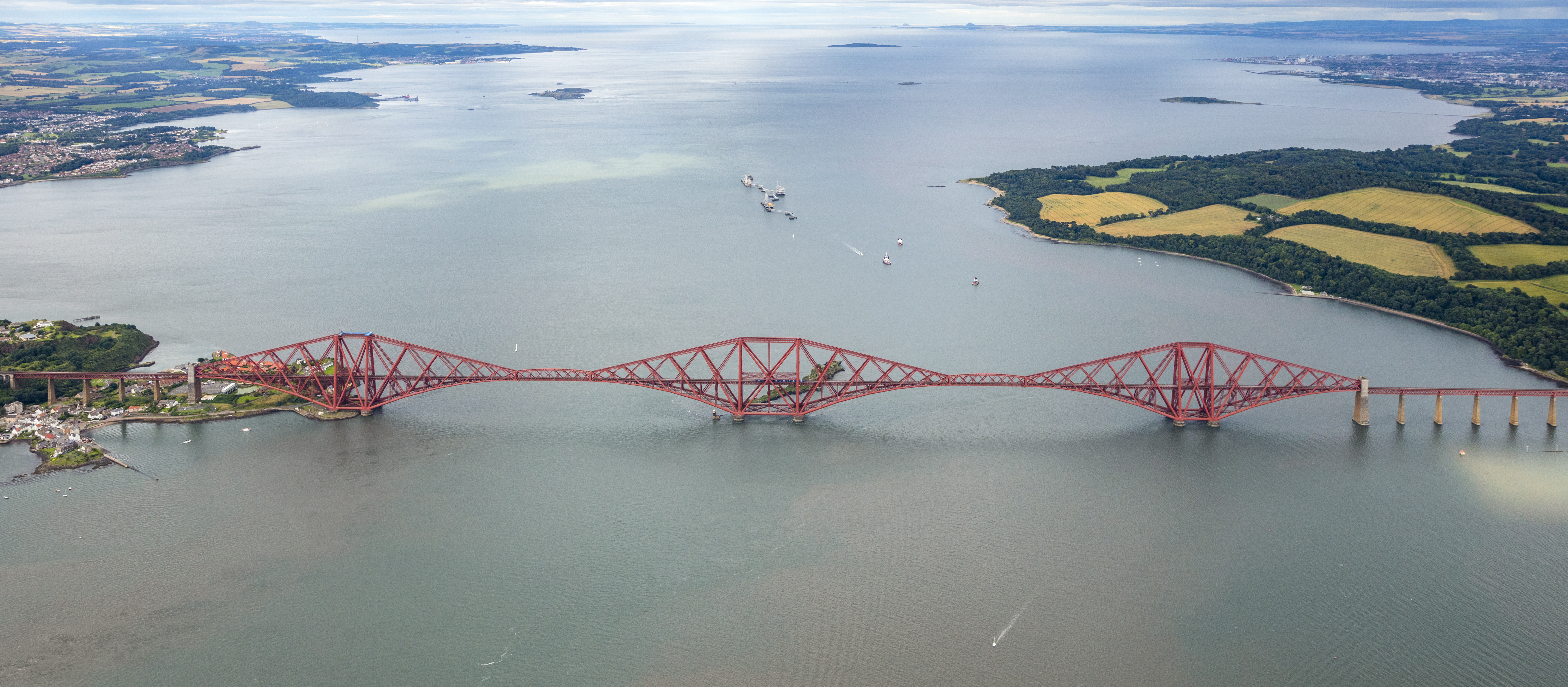
Železniční most Forth Bridge nedaleko Edinburghu

Na svém horním toku nad Stirlingem je řeka Forth poměrně rovná a lze ji překonat na řadě míst. Před provedením moderních odvodňovacích prací bylo její překročení mnohem obtížnější, jelikož terén poblíž břehů býval často zrádně bažinatý. Nicméně po soutoku s řekami Teith a Allan začíná být Forth natolik široká, že je k jejímu překonání třeba pevných mostů. Ve Stirlingu stával most přes řeku přinejmenším od 13. století. Až do roku 1936, kdy byl u městečka Kincardine-on-Forth postaven Kincardinský most, to byl nejvýchodnější přechod přes řeku Forth. V roce 2009 byl dán do provozu Clackmannanshireský most postavený hned nad Kincardinským mostem. Město Alloa na severním pobřeží a vesnici Throsk na jižním pobřeží spojoval dříve otáčivý železniční most Alloa Swing Bridge. Do provozu byl dán v roce 1885 a roku 1970 byl uzavřen a z převážné části stržen. Dnes ho připomínají jen kamenné pilíře s kovovými nosníky.
Mnohem dál po proudu překonávají řeku další dva mosty, proslulý železniční most Forth Bridge uvedený do provozu v roce 1890, který spojuje městečko North Queensferry ve správní oblasti Fife s městem South Queensferry, jež patří do správní oblasti hlavního města Edinburghu, a silniční Forth Road Bridge otevřený roku 1964. Na západ od tohoto mostu se nachází další silniční most nazvaný Queensferry Crossing, jehož stavba začala v roce 2011 a k uvedení do provozu došlo 4. září 2017.

## Ostrovy
V meandrující části dolního toku pod Stirlingem se nacházejí dva ostrovy (známé jako „inches“). Jsou to Tullibody Inch nedaleko města Cambusu a Alloa Inch u města Alloy. Jedná se o nevelké a neobydlené ostrovy. 